# Xã Deer Creek, Quận Madison, Ohio
Xã Deer Creek (tiếng Anh: Deer Creek Township) là một xã thuộc quận Madison, tiểu bang Ohio, Hoa Kỳ. Năm 2010, dân số của xã này là 933 người.